# Полифония (литература)
 Тази статия е за литературния термин.  За музикалния – вижте полифония.  
Полифония в литературата е особеност на повествованието, което включва различни гледни точки и повествователни гласове в себе си. Понятието е въведено от Михаил Бахтин в книгата му Проблеми на поетиката на Достоевски (1929), където той използва произхождащото от музикологията понятие полифония, за да обозначи с него една авторска стратегия в художествената проза, при която гласът на автора няма никакво предимство пред гласовете на персонажите, а е равнопоставен с тях.
Примерът за полифония, който дава Бахтин, е с романите на Достоевски. Според Бахтин Достоевски не се стреми да представи на читателя една-единствена перспектива, а описва случващото се в романа чрез различни, конфликтни и несъвместими гласове едновременно. Достоевски създава изцяло драматургичен „роман на идеите“, в който конфликтните едни на други гледни точки и герои са оставени да се разгърнат без задръжки в непоносимо кресчендо – като напр. в Братя Карамазови. За този роман Бахтин казва също, че е „множественост от самостоятелни и неслети гласове и съзнания, истинска полифония на пълноценни гласове“.
Бахтин противопоставя полифоничния роман на Достоевски на монологичния роман на Лев Толстой, където авторът е пълновластен господар на своите персонажи, които са като марионетки в ръцете му.
Развивайки понятието, Бахтин въвежда „редуцираната полифония“, когато анализира романа на Уилям Фокнър Врява и безумство.
Руските изследователи на Бахтин твърдят, че при изковаването на това литературоведско понятие за основа е послужило не само музиколожкото понятие, но и идеи, произхождащи от Раждането на трагедията от духа на музиката на Фридрих Ницше. А също и че това понятие е свързано с понятията „глас“, „друг“ и „хор“.

## Полифонията в класическите текстове
Днес понятието полифония е толкова привлекателно, че с него си служат и изследователи на предмодерни литературни текстове – такива, като романа на Самюел Ричардсън Памела.

## Модернизмът и съвременните примери
- Вирджиния Улф – Мисиз Далауей[5]
- Джеймс Джойс – Одисей[6]
- Уилям Фокнър – Врява и безумство[7]
- Александър Солженицин – Раково отделение, Първият кръг, Червеното колело[8]
- Ървин Уелш – Трейнспотинг[9]